# نادي الزمالك موسم 2014–15
موسم 2014/2015 هو الموسم المائة وأربعة الخاص بنادي الزمالك منذ تاريخ إنشاءه عام 1911م، والتاسع والخمسون على التوالي في بطولة الدوري المصري الممتاز لفريق كرة القدم به.
منذ انطلاق المسابقة، لم يخسر الفريق إلا مباراة واحدة أمام نادي إنبي، ولكن تعادل أكثر من مرة خاصةً في أولى مباريات الدور الأول.

## الطاقم الإداري
| المنصب            | الاسم           |
| ----------------- | --------------- |
| المدير الفني      | جوسفالدو فيريرا |
| المدرب العام      | إسماعيل يوسف    |
| المدرب المساعد    | علاء عبد الغنى  |
| مدير الكرة        | إسماعيل يوسف    |
| مدرب حراس المرمى  | عماد المندوه    |
| إداري             | وليد بدر        |
| رئيس الفريق الطبي | مصطفى المنيري   |

### قائمة اللاعبين
ملاحظة: تشير الأعلام إلى المنتخب الوطني على النحو المحدد في قواعد الأهلية للفيفا. قد يحمل اللاعبون أكثر من جنسية واحدة غير تابعة للفيفا.
| الرقم | البلد        | المركز | اللاعب                 |
| ----- | ------------ | ------ | ---------------------- |
| 1     | مصر          | حارس   | أحمد الشناوي           |
| 2     | مصر          | مدافع  | رضا العزب              |
| 3     | مصر          | مدافع  | إسلام جمال             |
| 4     | مصر          | وسط    | عمر جابر               |
| 5     | مصر          | وسط    | إبراهيم صلاح           |
| 6     | مصر          | مدافع  | أحمد دويدار            |
| 7     | مصر          | وسط    | حازم إمام              |
| 8     | بوركينا فاسو | مدافع  | محمد كوفي              |
| 9     | مصر          | مهاجم  | خالد قمر               |
| 10    | مصر          | وسط    | أحمد عيد               |
| 12    | مصر          | وسط    | أحمد توفيق             |
| 14    | مصر          | وسط    | أيمن حفني              |
| 15    | نيجيريا      | وسط    | معروف يوسف             |
| 16    | مصر          | حارس   | محمود عبد الرحيم "جنش" |
| 17    | مصر          | مهاجم  | باسم مرسي              |
| 18    | مصر          | وسط    | طارق حامد              |
| 19    | بوركينا فاسو | مهاجم  | عبد الله سيسيه         |
| 20    | مصر          | وسط    | محمد شعبان             |
| 21    | مصر          | حارس   | محمد أبو جبل           |
| 22    | مصر          | مدافع  | حمادة طلبة             |
| 23    | مصر          | مهاجم  | أحمد علي               |
| 24    | مصر          | مدافع  | صالح موسى              |
| 25    | مصر          | مدافع  | علي جبر                |
| 26    | مصر          | مهاجم  | محمد عبد المجيد        |
| 27    | مصر          | مدافع  | أحمد سمير              |
| 28    | مصر          | مدافع  | محمد بازوكا            |
| 29    | مصر          | مدافع  | ياسر إبراهيم           |
| 30    | مصر          | وسط    | مصطفى فتحي             |
| 32    | مصر          | وسط    | محمود خالد "شيكا"      |
| 33    | مصر          | مهاجم  | يوسف إبراهيم "أوباما"  |

### لاعبون تحت 21
ملاحظة: تشير الأعلام إلى المنتخب الوطني على النحو المحدد في قواعد الأهلية للفيفا. قد يحمل اللاعبون أكثر من جنسية واحدة غير تابعة للفيفا.
| الرقم | البلد | المركز | اللاعب          |
| ----- | ----- | ------ | --------------- |
| 26    | مصر   | مهاجم  | محمد عبد المجيد |
| 27    | مصر   | مدافع  | أحمد سمير       |
| 28    | مصر   | مدافع  | محمد بازوكا     |
| 29    | مصر   | مدافع  | ياسر إبراهيم    |
| 30    | مصر   | وسط    | مصطفى فتحي      |

### ناشئين بالفريق الأول
ملاحظة: تشير الأعلام إلى المنتخب الوطني على النحو المحدد في قواعد الأهلية للفيفا. قد يحمل اللاعبون أكثر من جنسية واحدة غير تابعة للفيفا.
| الرقم | البلد | المركز | اللاعب                |
| ----- | ----- | ------ | --------------------- |
| 32    | مصر   | وسط    | محمود خالد "شيكا"     |
| 33    | مصر   | مهاجم  | يوسف إبراهيم "أوباما" |